# India.Arie
India Arie Simpson, nota come India.Arie (Denver, 3 ottobre 1975), è una cantautrice, musicista e polistrumentista statunitense.

## Biografia
Nata in Colorado nel 1975, già da piccola ha a che fare con la musica visto che la madre Joyce è stata una cantante ed ha lavorato nella Motown Records con Marvin Gaye, Diana Ross & The Supremes e The Jackson 5, mentre il padre era giocatore di basket. Il suo nome India Arie è un omaggio all'India e in particolare a Gandhi, mentre Arie vuol dire "leone". Fin da ragazza suona il sassofono, il flauto, il clarinetto e la tromba.
Si trasferisce ad Atlanta con la madre per frequentare il College e inizia a suonare la chitarra, collaborando con il collettivo Groovement/Earthseed. Partecipa nel 1999 ad un paio di date del Lilith Fair, un tour tutto al femminile organizzato da Sarah McLachlan e Bonnie Raitt. In seguito il presidente della Motown Records Kedar Massenberg la contatta per un contratto discografico. Il regista Spike Lee la sceglie per la colonna sonora del film Bamboozled (2000).
Nel marzo 2001 esce il suo album discografico d'esordio, intitolato Acoustic Soul e caratterizzato da un ottimo successo (#10 della Billboard 200), grazie anche ai singoli Video e Brown Skin.
Dopo questo exploit l'artista collabora con John Mellencamp e Cassandra Wilson. Scrive Good Man per We Were Soldiers, film di Mel Gibson, e parte in tour con Sade. Nel dicembre del 2001 il suo disco varca la soglia del milione di copie vendute e la cantautrice si guadagna alcuni riconoscimenti come "migliore nuova artista" per Vibe Magazine, MTV2 e Billboard Video Awards. Nel 2002 riceve ben sette nomination ai Grammy Awards 2002, ma non porta a casa nemmeno un premio. Nel maggio 2002 si consola con l'Essance Award.
Anticipato dal singolo Little Things, nel settembre 2002 pubblica Voyage to India, che debutta alla sesta posizione della Billboard 200 e che, nel 2003, le fa guadagnare due Grammy Award come "miglior album R&B" e "miglior performance di musica urban/alternative". Nel 2005 collabora con Stevie Wonder e Paul McCartney per una traccia dal titolo A Time to Love presente nell'album omonimo dell'artista statunitense, candidata anche ai Grammy Awards 2006 nella categoria "miglior collaborazione pop vocale".
Il terzo disco in studio Testimony: Vol. 1, Life & Relationship, viene pubblicato nel giugno 2006. Il brano di punta di questo lavoro è I Am Not My Hair, in cui collabora anche Akon. L'album raggiunge la vetta della Billboard 200 (prima volta per India Arie). Nel 2008 collabora con Anthony David per il singolo Words. Nel febbraio 2009 pubblica Testimony: Vol. 2, Love & Politics, che debutta al terzo posto in classifica. Collabora con diversi artisti tra cui Sezen Aksu, Keb Mo, Herbie Hancock e Carlos Santana (per una cover di While My Guitar Gently Weeps dei Beatles inserita in Guitar Heaven: The Greatest Guitar Classics of All Time).
Nel 2010 prende parte al progetto di beneficenza Artists for Haiti con il singolo We Are the World 25 for Haiti.
Nel giugno 2013 pubblica Songversation, anticipato dal singolo 6th Avenue, pubblicato già nel novembre 2012 e prodotto con Idan Raichel.

## Premi
- Grammy Award
  - Grammy Awards 2003 - Best R&B Album per Voyage to India
  - Grammy Awards 2003 - Best Urban/Alternative Performance per Little Things
  - Grammy Awards 2010 - Best Urban/Alternative Performance per Pearls
  - Grammy Awards 2011 - Best Pop Collaboration with Vocals per Imagine
- BET Awards
  - 2002 - Best Female R&B Artist
  - 2003 - Best Female R&B Arist

## Discografia
Il numero indica la posizione massima raggiunta nella Billboard 200

### Album
- 2001 - Acoustic Soul (Motown) #10
- 2002 - Voyage to India (Motown) #6
- 2006 - Testimony: Vol. 1, Life & Relationship (Motown) #1
- 2009 - Testimony: Vol. 2, Love & Politics (Universal Republic) #3
- 2013 - Songversation (Motown) #7
- 2015 - Christmas with Friends (Motown) - collaborativo con Joe Sample
- 2019 - Worthy (BMG)

## Filmografia
- 2003 - American Dreams (un episodio, interpreta Nina Simone)
- 2009 - Pastor Brown (film)

## Teatro
Nel 2009 ha interpretato Nina Simone nel musical Soul Doctor scritto da Daniel Wise.